# Taito Bubble Bobble Hardware
Taito Bubble Bobble Hardware es una placa de arcade creada por Taito destinada a los salones arcade.

## Descripción
El Taito Bubble Bobble Hardware fue lanzada por Taito en 1986.
Posee dos procesadores Z80 @ 6 MHz., y tiene un procesador de sonido Z80 @ 4 MHz. manejando un chip de sonido YM2203. Adicionalmente, tiene un procesador M68705 @ 2 MHz.
En esta placa funcionaron 2 títulos, uno de ellos es el mítico Bubble Bobble.

## Especificaciones técnicas

### Procesador
- 2x Z80 @ 6 MHz.

### Audio
- Z80 @ 4 MHz.

Chips de Sonido
- YM2203
- YM3526 (para el juego Bubble Bobble)

## Lista de videojuegos
- Bubble Bobble
- Tokio / Scramble Formation